# Polygala boissieri
Polygala boissieri är en jungfrulinsväxtart som beskrevs av Cosson. Polygala boissieri ingår i släktet jungfrulinssläktet, och familjen jungfrulinsväxter. Inga underarter finns listade i Catalogue of Life.